# Chama Cha Mapinduzi
Chama cha Mapinduzi (CCM; swahili for Revolutionspartiet) er det regerende politiske parti i Tanzania. Partiet blev dannet den 7. februar 1977 under ledelse af Julius Nyerere, ved at et af Tanzanias daværende største partier, Tanganyika African National Union (TANU) og Zanzibars største parti, Afro-Shirazi Party (ASP), slog sig sammen.
TANU/CCM har domineret tanzaniansk politik siden Tanganyika blev selvstændig i 1962. Efter at TANU og ASP slog sig sammen har partiet også domineret på Zanzibar, men der har de imidlertid fået mere modstand fra Civic United Front (CUF). CCM var det eneste lovlige parti frem til juli 1992, da ændringer i grundloven og en række andre love tillod valg med andre partier end CCM.

## Valgopslutning
CCM har vundet alle valg i Tanzania, både præsidentvalg og valg til nationalforsamlingen, siden flerpartisystemet blev indført i 1992: 1995, 2000, 2005 og 2010.
Ved det nationale præsident- og nationalforsamlingsvalg i 2005 vandt daværende udenrigsminister Jakaya Kikwete 80,28 % af stemmerne. Af de 232 sæder som vælges direkte vandt CCM 206.
Ved valget i 2010 blev Kikwete genvalgt med 62,8 % af stemmerne, mens CCM vandt 186 af de 239 direktevalgte sæder i nationalforsamlingen.

## Ledere
TANU/CCM har haft fire ledere gennem sin historie, de har alle været præsident for Tanzania mens de har været formænd. Den første leder, fra 1954 til 1990, var Julius Nyerere (præsident i Tanganyika 1962–1964, præsident i Tanzania 1964–1985); den anden, fra 1990 til 1996, var Ali Hassan Mwinyi (præsident i Tanzania 1985–1995); den tredje, fra 1996 til 2006, var Benjamin Mkapa (præsident i Tanzania 1995–2005). Tanzanias nuværende præsident, Samia Suluhu Hassan, har ledet partiet siden 2021.

## Eksterne lenker
- Officiel hjemmeside (engelsk)
- Officiel hjemmeside (swahili)